# ユダヤ人ジュース
ユダヤ人ジュース（独語：Jud Süß, 発音: [juːt zyːs])は、1940年のナチス・ドイツのプロパガンダ歴史映画である。ヨーゼフ・ゲッベルスの依頼でテラ・フィルムが製作した。史上最も反ユダヤ主義的な映画の一つとされる。監督はファイト・ハーランで、エーベルハルト・ヴォルフガング・メラーとルートヴィヒ・メッツガーが脚本を書いた。主演はフェルディナント・マリアンとハーランの妻クリスティーナ・ゼーダーバウム、助演はヴェルナー・クラウスとハインリヒ・ゲオルゲが務めた。
この映画は "ナチス・ドイツで製作された反ユダヤ主義映画のプロパガンダとして最も悪名高く成功した作品の一つ "と評されている。ドイツでは大成功を収め、2000万人が見たという。200万ライヒスマルクという予算は当時の映画としては高額であったが、650万ライヒスマルクという興行収入を得て、経済的には成功を収めた。ハインリヒ・ヒムラーは、親衛隊(SS)や警察のメンバーにこの映画を見るように促した。
戦後、主要なキャストメンバーの何人かは、非ナチ化プロセスの一環として裁判にかけられた。彼らは一般的に、彼らが強要の下でのみそうしたという理由で映画への参加を擁護した。彼らの主張を裏付ける重要な証拠にもかかわらず、"Nazis and the Cinema"の著者であるスーザン・テーゲルは、戦後のこの映画から距離を取ろうとする彼らの試みを「露骨に下品で利己的」であると見なしている。彼女は、役割を受け入れる彼らの動機は反ユダヤ主義よりも日和見的な野心によって動かされたようだと主張している。ハーランは、裁判で「人道に対する罪」で起訴された唯一の第三帝国の主要な映画監督となった。 3回の裁判の後、彼は映画の反ユダヤ主義の内容がゲッベルスによって指示され、ハーランが反ユダヤ主義を和らげるために働いたと裁判所に確信させたため、軽い判決を下された。最終的に、ハーランはドイツ連邦共和国の市民として復活し、さらに9本の映画を制作している。彼は物議を醸す人物であり、抗議の標的であり続けた。
1940年にリリースされた『ロスチャイルド家』と『永遠のユダヤ人』とともに、この映画は、ナチスの反ユダヤ主義を議論する時に、例の一つとして依然として頻繁に議題となる。
2000年代には、この映画の歴史と影響を探る2本のドキュメンタリー映画と1本のドラマが公開された。

## バックグラウンド

### ヨーゼフ・ズュース・オッペンハイマー

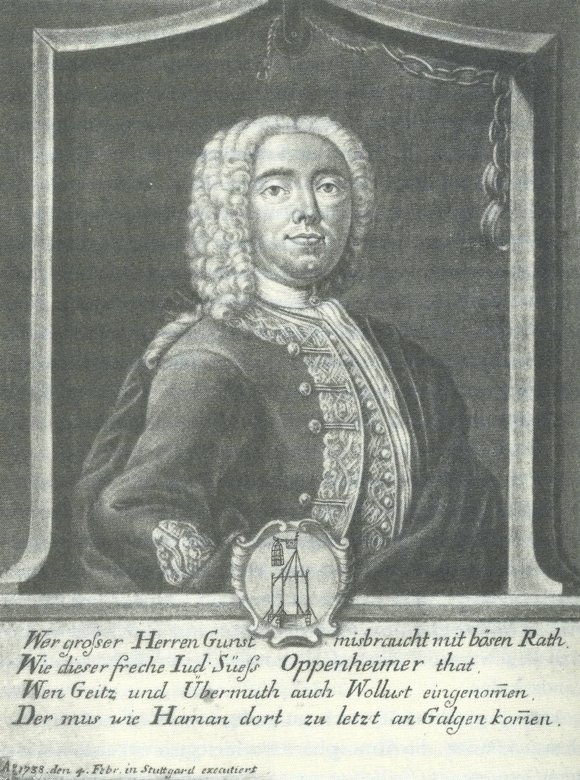
ヨーゼフ・ズュース・オッペンハイマー

ヨーゼフ・ズュース・オッペンハイマーは、シュトゥットガルトのヴュルテンベルクのカール・アレクサンダー公爵が雇った18世紀の宮廷ユダヤ人だった。アレクサンダー公の財務顧問として、彼は宮廷での地位を確立し、公国の財政を握った。彼は公国による塩、皮革、タバコ、酒の取引の独占を確立させ、銀行と磁器の工場を設立した。その過程で、彼は複数の敵を作り、とりわけ、地元の賭博場に関与していると主張された。
カール・アレクサンダーが急死すると、オッペンハイマーは詐欺、横領、反逆、法廷の女性との淫行、収賄、そしてカトリックの再興を試みたとして逮捕され、告発された。ユダヤ人コミュニティは彼の身代金を要求したが失敗している。大々的に行われた裁判では、彼の有罪を証明するものは何も出されなかったが、死刑が宣告された。看守が彼にキリスト教に改宗するよう要求したが、彼は拒否した。1738年2月4日に絞首台に連れて行かれ、キリスト教に改宗する最後の機会を与えられたが、彼は改宗を拒否した。

### フォイヒトヴァンガーの小説
カール・アレクサンダー公爵とヨーゼフ・ズュース・オッペンハイマーの物語は、ドイツの歴史において比較的知られていないエピソードであったが、1世紀以上にわたって、多くの文学作品やドラマの題材となった。これらの最も初期のものは、ヴィルヘルム・ハウフの1827年の中編小説である。最も成功した文学作品は、1916年にリオン・フォイヒトヴァンガーが書いたがその後撤回された戯曲に基づく"Jud Süß (1925)"というタイトルの小説であった。ユダヤ人として、フォイヒトヴァンガーはズュースの描写が反ユダヤ主義的となることを意図していなかったが、貪欲、傲慢、そして野心といった人間の弱さによって引き起こされる悲劇の研究を意図していた。ディアスポラでユダヤ人が直面している課題の探究に関心を持っていたフォイヒトヴァンガーは、改宗と反ユダヤ主義の問題に特に関心を持っていた。彼は特に、ズュースがキリスト教に改宗することで自分自身を救えるにもかかわらず、それを拒み、代わりにユダヤ教の正式な儀式と信心深さに回帰した事実に感銘を受けた。
アシュリー・デュークスとパウル・コルンフェルトは、フォイヒトヴァンガーの小説を劇に翻案した。ドイツ生まれのアメリカ人監督、ロタール・メンデスは、1934年のイギリス映画版を監督した。この映画は、コンラート・ファイトが主演し、ナチの反ユダヤ主義を暴露する初期の取り組みとなった。それはナチスの宣伝省に映画の独自バージョンを作る刺激となり、『カリガリ博士』を演じたドイツの著名なスター、ヴェルナー・クラウスも出演することになった。

## プロット
1940年のファイト・ハーランの映画はシュヴァーベンの人々から愛されているヴュルテンベルク公カール・アレクサンダー（ハインリヒ・ゲオルゲ）の戴冠式で始まる。彼は「伝統的なヴュルテンベルクの忠誠と誠実さに従い」公国の法に従うことを誓う。しかし、ヴュルテンベルク議会が近隣の君主たちに匹敵するライフスタイルを維持するために必要な資金を拒否したため、公爵は不満を募らせていく。特に、彼は個人的なボディーガード、歌劇団、そしてバレエ団を望んでいる。公爵は公爵夫人（ヒルデ・フォン・シュトルツ）への戴冠式の贈り物を購入するための資金さえ不足していたため、公爵夫人をフランクフルトに送り、ヨーゼフ・ズュース・オッペンハイマー（フェルディナント・マリアン）からお金を借りる。ズュースは、明らかに公爵の手に余るような宝石と宝飾品を示し、公爵に大幅な割引価格で宝石を提供することは彼の名誉であると述べる。ズュースは1世紀以上にわたって都市へのユダヤ人の立ち入りが禁止されているにもかかわらず、個人的に公爵に品物を差し出そうとする。公爵からの許可を得たズュースは髪を切り、髭を剃って、「キリスト教徒」の服を着て、キリスト教徒に扮してヴュルテンベルクに入国する。馬車が事故に巻き込まれたため、ズュースはドロテア・シュトゥルム（クリスティーナ・ゼーダーバウム）に街まで送ってもらう。
公爵は宝飾品に満足しており、ズュースは喜んで支払いを延期する。 ズュースは公爵のボディーガード、オペラ、バレエにも資金を提供することを申し出る。結局、公爵は35万ターラーの借金がある事を悟るが、ズュースが「支払い」として望んでいるのは、公国の道路と橋を維持する10年間の権限と、それらの維持と使用のために通行料を徴収する権利であると言って譲らなかった。公爵は収益の一部を受け取ることで、議会によって課された財政的制限から解放される。
新しい通行料は食料やその他の必需品の価格を上昇させ、ズュースと公爵の双方に富をもたらした。ズュースは、塩、ビール、ワイン、小麦にも課税する権限を獲得する。彼はまた、公爵のために地元の女性を調達するのを手伝い、こうして彼らのモラルを腐敗させていった。生活必需品の価格上昇により、ヴュルテンベルクの人々は著しい窮乏に陥る。
抑圧的な税金と残忍な徴収方法は、散発的な反乱を引き起こし、それらは厳しく取り締まられる。ズュースは鍛冶屋の家の半分を破壊し、税金の支払いを拒否した人々を罰する彼の権力を証明する。鍛冶屋がスレッジハンマーでズュースの場所を襲撃すると、ズュースは、公爵の大臣への攻撃は公爵自身への攻撃に等しいとの理由で鍛冶屋を絞首刑にする。
最初は抵抗していたものの、公爵はユダヤ人がヴュルテンベルクに住むことを禁止する法律の廃止を求めるズュースの要求に応じる。汚く、いかがわしい大勢のユダヤ人が都市に移動する様子が映し出される。彼等はズュースの力で、大衆を犠牲にして豊かになることを可能にした。高齢のラビ・ロウ（ヴェルナー・クラウス）は、公爵の財務大臣として過剰に贅沢な暮らしぶりを批判し、それが彼の破滅につながると警告する。「主は自分が何者であるかを忘れたユダヤ人を罰するぞ！」しかし、ズュースは彼に何の注意も払わない。
ズュースは執拗にドロテア・シュトルムにせまり彼女との結婚を画策するが、彼女の父親である議長（オイゲン・クレプファー）の介入により、彼の計画は頓挫する。ドロテアと彼女の婚約者であるファーバー（マルテ・イエーガー）は秘密裏に結婚する。その後、ズュースはドロテアの父親を公爵に対する陰謀のリーダーであるという理由で投獄してしまう。
議会が公爵による権力の簒奪と憲法違反の増加に反対すると、ズュースは議会を解任し、政府を再編することによって公爵が絶対君主として君臨できるようにすれば、彼の権威に対する挑戦を抑えることができると提案する。ズュースは傭兵を雇うことでこれを達成できること、そして感謝のしるしとして、ヴュルテンベルクのユダヤ人が必要な資金のすべてを提供すると公爵に伝える。ズュースは、公爵がヴュルテンベルクの法律からの免除を認める手紙を彼に与える事が、最も効果的であると主張する。公爵は最初は拒否するが、最終的にはズュースの要請を承諾する。
公爵の計画するクーデターを阻止するために、ファーバーは外部からの協力を得る任務に派遣されるが、街を離れようとしたときに逮捕される。拷問されたにもかかわらず、彼は共謀者の身元を明らかにしなかった。ドロテアはズュースに会い夫の釈放を懇願するが、ズュースは夫を開放する代償として自分とのセックスを要求する。ズュースはドロテアをレイプし、ドロテアは逃げて溺死する。約束を守ったズュースにより解放されたファーバーは、妻の溺死体を発見する。
ズュースは、皇帝の使者に会う口実で二人でルートヴィヒスブルクに行き、計画されたクーデターにより絶対君主体制が確立されてからヴュルテンベルクに戻ることを公爵に提案する。しかし、外国人傭兵がズュースのクーデターを起こすために到着する前に、ヴュルテンベルクの人々は指導者レーダーの下で立ち上がる。ヴュルテンベルクの兵士たちは仲間である市民に発砲することを拒否し、町民の何人かはルートヴィヒスブルクに行き、公爵とズュースに立ち向かう。彼らが抗議の声を上げているとき、公爵は心臓発作で倒れてしまう。ズュースは反乱軍によって拘留され、反逆罪や不正蓄財の容疑で長期にわたる裁判にかけられる。しかし、彼は最終的に、「キリスト教徒の女性との性行為」を主な容疑として有罪判決を受ける。ズュースは処刑されるが、最後まで彼は亡き公爵の「忠実な僕」に過ぎないと訴えた。その後、他のすべてのユダヤ人は3日以内にヴュルテンベルクを去るよう指示される。映画の最後、去っていくユダヤ人を観るヴュルテンベルクの市民が「他国の市民もこの教訓を忘れてはならない」とコメントする。

## キャスト
| 役名                                 | 俳優                           |
| ------------------------------------ | ------------------------------ |
| ヨーゼフ・ズュース・オッペンハイマー | フェルディナント・マリアン     |
| ズュースの秘書レヴィ                 | ヴェルナー・クラウス           |
| ラビ・ロウ                           | ヴェルナー・クラウス           |
| イザーク                             | ヴェルナー・クラウス           |
| カール・アレクサンダー公爵           | ハインリヒ・ゲオルゲ           |
| 公爵夫人                             | ヒルデ・フォン・シュトルツ     |
| ドロテア・シュトルム                 | クリスティーナ・ゼーダーバウム |
| シュトルム議員（ドロテアの父）       | オイゲン・クレプファー         |
| レムヒンゲン男爵フランツ・ヨーゼフ   | テオドル・ロース               |
| カール・フェイバー                   | マルテ・イエーガー             |
| 反乱指導者レーダー                   | アルベルト・フロラート         |
| 鍛冶屋ハンス・ボグナー               | エミール・ヘス                 |
| フィーベルコルン氏                   | ヴァルター・ヴェルナー         |
| フォン・ノイファー氏                 | ハインリヒ・シュロート         |
| ルジアナ                             | エルス・エルスター             |
| 公爵の黒人従者                       | ルイス・ブロディ               |
| ラトナー裁判官                       | パウル・メデロー               |

## 開発

### ゲッベルスの宣伝キャンペーン

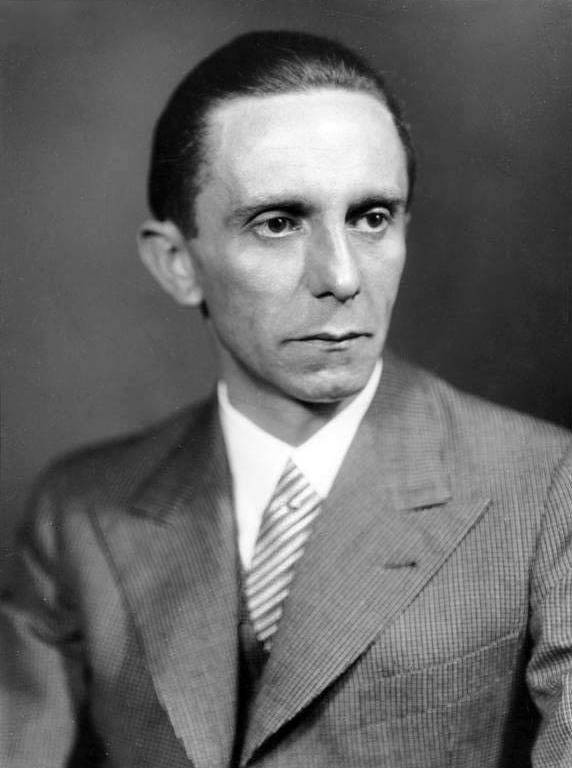
ヨーゼフ・ゲッベルス

アドルフ・ヒトラーと宣伝大臣ヨーゼフ・ゲッベルスは、映画は世論を形成するための非常に強力なツールであると信じていた。ナチ党は1930年に最初に映画部門を設立し、ゲッベルスはナチの哲学と議題を促進するために映画を使用することに個人的な関心を持っていた。ナチスの政権奪取後まもなく、ゲッベルスは演説の中でドイツ映画の役割は「ナチス軍の前衛」として世界を征服することだと主張していた。彼は人間と社会を「ありのままに」描いた「鋭い人種的輪郭を持つ映画を制作する」ように頼んだ。
リチャード・レヴィによれば、「ナチスの下で制作された1,100本の長編映画のうち、明白な反ユダヤ主義の内容を示したのはほんの一握りであり、そこでさえ、反ユダヤ主義はしばしば映画の筋書きの中では二次的なものであった。しかし二つの映画：「永遠のユダヤ人 (1940年)」と「ユダヤ人ズュース (1940年)」は一般の観客に国家社会主義の反ユダヤ思想を理解させるように設計された。
1938年11月、ゲッベルスはドイツのメディアでユダヤ人に対して一連の攻撃を行い、パリでユダヤ人がドイツの外交官を殺害すると、水晶の夜として知られる反ユダヤ主義暴動が発生した。ヒトラーは水晶の夜をドイツ国内および国際的な政治的失敗と見なし、ゲッベルスに激怒した。ゲッベルスによって引き起こされた残虐行為は国際的に厳しい批判を呼び起こしただけでなく、ドイツのメディアにおける混合反応は、反ユダヤ主義的暴力に対するドイツ人の間の広範な支持の欠如を証明した。ヒトラーは、ドイツメディアのバラバラな反応に不満と怒りを示し、ゲッベルスがポグロムを扇動したようにユダヤ人に対する暴力を公然と呼びかけるのではなく、ナチスのプロパガンダは「外交政策の出来事を明らかにする」事でドイツ国民自身がユダヤ人に対する暴力を要求するようになるべきだと主張した。
ヒトラーの叱責に応えて、ゲッベルスはナチスの反ユダヤ主義的見解をドイツ国民に宣伝するキャンペーンを開始した。彼は各映画スタジオに反ユダヤ主義の映画を作るよう命じた。ヒトラーは、ナチスの反ユダヤ主義の意図を直球に表現した「永遠のユダヤ人」などの映画を好んだ。しかし、ゲッベルスはそのような単純なアプローチの粗雑さを嫌い、人気のある魅力的なストーリーで反ユダヤ主義のメッセージを伝えるというはるかに繊細なアプローチを好んだ。
ゲッベルスは通常、特定の映画の製作に積極的な役割を果たしていなかったが、「ユダヤ人ズュース」などの主要なプロパガンダ映画の場合はそうすることを選択した。サウル・フリードレンダーは、ゲッベルスの意図は同じタイトルの映画の反ユダヤ主義バージョンを作成することによって歴史を通してユダヤ人迫害を攻撃した3つの映画に対抗することであったと示唆している。ナチズムからの亡命者、コンラート・ファイトが主演するロウター・メンデスの1934年の繊細な英国映画、"Jew Süss (1934 film)"を見た後、ゲッベルスは「新しい映画版を作らなければならない」と固く決心した。
この映画が作られた切っ掛けはリオン・フォイヒトヴァンガーの1925年の小説Jud Süßをメンデスが親ユダヤ的映画としたことに対し、ヨーゼフ・ゲッベルスが反ユダヤ主義的な反論を行いたいと考えたことによる。メンデスの映画は主題に共感的であったので、脚本家は原作をヴィルヘルム・ハウフの中編小説に変更した。しかし、ハーランが脚本を書き直した後でも、結果はゲッベルスのプロパガンダのニーズに合うほど反ユダヤ主義的ではなかったため、彼は編集プロセスに個人的に介入して、一部のシーンの削除や、他のシーンの書き直しを行った。映画のエンディングは大幅に変更され、ズュースを反抗的ではなく謙虚な態度を見せるようにした。このように映画のメッセージは、フォイヒトヴァンガーの小説の意図とは正反対となった。この映画は、ユダヤ人作家の作品の核心を捻じ曲げ逆転させた 。歴史上のズュースの人生の一部始終に触発されてはいるものの、小説、中編小説、映画は、バーデン＝ヴュルテンベルク州文書館で入手可能な歴史的資料に大まかに対応しているにすぎない。
フォイヒトヴァンガーの戯曲・小説版"Jud Süß"とファイトハーランのプロパガンダ映画との関連性を考察したクリスティアン・シェーンフェルトは、「リオン・フォイヒトヴァンガーはNSDAPの新聞で映画のレビューを読んだ後に書いた、ベルリンの7人の俳優宛の公開書簡にあるように、ハーランの映画は彼の小説の意図を曲解し、その意図を逆転させたものだと考えられるとしている。映画を見ていないにもかかわらず、リオン・フォイヒトヴァンガーはファイト・ハーランとその協力者が彼の小説を収奪し、ナチスのプロパガンダのために脚色させたことを疑わなかった。レビューに掲載された映画のあらすじは、フォイヒトヴァンガーのテキストを曲解したものであると著者は即座に認識した。彼は絶望した若い女性と彼女が耐える性的虐待に言及する事で、歪みの中心を特定している。彼女は確かにナチスの冷酷な虚偽の典型的な例であり、彼女の性格、彼女のレイプ、そして悲劇的な死は、ナチスがユダヤ人作家の作品を故意に悪用したことを証明している」
スーザン・テーゲルは、プロジェクトの起源を、反ユダヤ主義イデオロギーよりも日和見主義に帰している。テーゲルの評価は、「（ドイツの）舞台と映画で認められたスター」がナチスの哲学とあまり一致せず、プロの野心と「ゲッベルスがそれらを叶えてくれる幻想」が動機だったというクラウス・クライマイアーの主張を反映している。

### メッツガーとメラーの脚本
ルートヴィヒ・メッツガーは1921年以来、ヨーゼフ・ズュース・オッペンハイマーの生涯を描いた映画の企画を動かそうとしていたが、成功してはいなかった。フォイヒトヴァンガーの本の出版とそれをメンデスが映画化したことで、メッツガーはプロジェクトを進めることができず苛立たっていた。
1939年の1月か2月には、Terra Film（以下テラ社）の脚本家となったメッツガーは”Central Rio"の脚本に共同で取り組んでいたヴォルフガング・エベッケに自分の考えを述べた。エベッケは同じテーマのメンデスの英国映画の存在や、ドイツの観客が反ユダヤ主義ではないフォイヒトヴァンガーの小説と混同するかもしれないといった懸念を含む多くの反対意見を述べて彼のアイデアを却下した。
エベッケの反対にめげず、メッツガーは自分のアイデアをテラ社のストーリーエディターであるタイシに持ち込んだが、再び断られた。最後に、メッツガーはゲッベルスに直接接近し、そこで彼の提案は「爆弾が標的に当たった」ように受け取られた。タイシは、テラ社がメッツガーの提案を進める必要があると知らされたので、彼はしぶしぶスタジオの責任者にそのアイデアを提示した。スタジオヘッドがプロジェクトの承認を拒否すると、ゲッベルスは彼を解雇し、代わりに映画の制作経験のないマイナーな監督であるペーター・パウル・ブラウアーを起用した。スタジオの責任者としてブラウアーは自分自身を映画の監督にした。しかし、プロジェクトは、出演者の確保や、ゲッベルスが納得する脚本を作成できない等の様々な理由で行き詰まった  。
ゲッベルスの指示で、メッツガーはテラ社と映画の脚本を書く契約をした。彼は、知名度の高い1925年のフォイヒトヴァンガーの小説ではなく、 1827年のハウフの中編小説を原作に脚本を書くことにした。しかし、ゲッベルスがメッツガーの脚本の草案を読み、それが彼の宣伝キャンペーンにとって反ユダヤ主義的要素が不十分であると判断した。ゲッベルスは脚本の欠陥を修正するために、脚本家としての経験がない劇作家のエーベルハルト・ヴォルフガング・メラーをメッツガーの補佐役に任命した。メラーの役割は、脚本がゲッベルのイデオロギー的な目的を確実に満たすようにすることだった。メラーは、ハウフが「ユダヤ人とポーランド人の解放」についてあまりにも感傷的であるとして脚本の原作からハウフの中編小説を放棄すると決定した。 
その間、ブラウアーはキャストの募集に取り組んでいたが、なかなか成功しなかった。主役のヨーゼフ・ズュース・オッペンハイマーとして検討された俳優には、グスタフ・グリュントゲンス、ルネ・デルトゲン、ルドルフ・フェルナウ、リチャード・ハウスラー、ジークフリート・ブロイアー、ポール・ダルク、フェルディナント・マリアンが候補に挙がっていた。グリュントゲンスはプロイセン州立劇場の館長としての責任を理由に辞任した。マリアンも辞退した。

### ファイト・ハーラン
ナチスドイツが1939年9月にポーランドを占領すると、その直接の支配下のユダヤ人口は300万人となった。ナチスは組織的行われた「水晶の夜」の暴力に対するドイツ国民の反応が鈍かった事から、ユダヤ人問題の最終的解決を支持するドイツの大衆感情を動かすような映画が急務であると認識した。ゲッベルスは、ユダヤ人ズュースの企画が遅れていることに不満を持ち、映画部門の責任者であるフリッツ・ヒップラーに、ブラウアーを解雇し、ファイト・ハーランを監督にするよう命じた  。

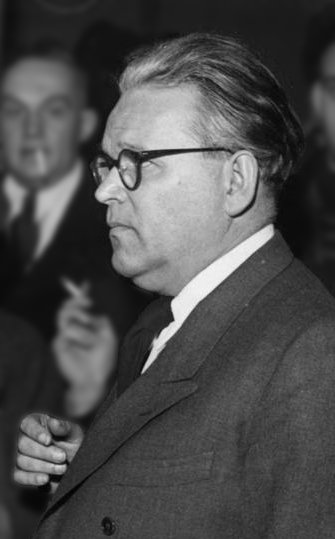
ファイト・ハーラン

戦後、ハーランは他の監督は企画に触れようとせず、自分は監督を辞退しようとしたと主張している。映画製作者のレニ・リーフェンシュタールは、1987年の回顧録に、ハーランは彼女に映画の監督として企画に関わりたくないという切実な願いを訴えたと書いている。ハーランは、この目的のために兵役を志願する手紙をゲッベルスに書いている。ゲッベルスはこれに応えて、もしハーランが入隊したなら前線で兵役に就くだろうと伝えた。ハーランによれば、ゲッベルスは彼に対し「壁の虫のようにあなたを押しつぶすことができるぞ！」と叫んだという 。ハーランはリーフェンシュタールにゲッベルスとの執り成しを頼んだが、彼女は宣伝大臣との確執を理由に断った。リーフェンシュタールは介入しなかったが、ハーランにスイスに移住するように助言したと書いている。しかし、ハーランは自分の人生と妻への影響を恐れた。

### 脚本の修正
ハーランの戦後の証言によると、彼はゲッベルスに、メッツガー/メラーの脚本はナチスの週刊プロパガンダ誌を参照して、「ドラマ化されたシュテュルマー」にすぎないと言ったという。彼はそのような稚拙な文章では「卑劣なユダヤ人」を描写するのではなく、むしろ「卑劣な映画」になってしまうと主張した。ゲッベルスはハーランにユダヤの儀式的屠殺を描いたシーケンスを含めることを望んだが、ハーランはそのような残酷な描写をすることは「観客の胃をむかつかせるだろう」と反論した。ハーランはすべての登場人物がネガティブであるとゲッベルスに不平を言ったが、これに対してゲッベルスは、ハーランもリチャード3世がネガティブな性格だからというだけで役を降りることをしないだろうと返した。しかし、ゲッベルスはハーランの脚本修正の主張を受け入れた。1939年11月から1940年3月にかけて、ハーランは脚本の修正に費やしたが、メッツガーとメラーが書いた物をほとんど残していた。
戦後、ハーランは彼の脚本はメッツガー/メラーの脚本よりも反ユダヤ主義的ではないと主張した。彼はメンデスの台本は彼のものよりも反ユダヤ主義的であるとさえ主張している。しかし、ハギスとニューマンは、ハーランはズュースが鍛冶屋の処刑を担当する重要なシーケンスを追加し、このシーケンスはズュースに対する聴衆の憎しみを高めるのに役立ったと反論している。

## 制作準備
この重要なプロジェクトには一流の俳優陣が必要であり、映画のキャストの遅れに不満を感じていた、ゲッベルスは主演俳優の募集を自ら行った。たとえば、彼はフェルディナント・マリアンとヴェルナー・クラウスがこの映画で重要な役を演じるよう要求した。ゲッベルスは、映画の主役を当時の最高のドイツ映画スター達で満たすために、宿泊設備、寛大な補償、圧力、脅迫、報復の脅威さえも組み合わせて使わなければならなかった。ハーランは、「事実上すべての俳優が強要されて演じていた」と主張している。
ダニエル・アズエロスは、キャストの不満はユダヤ人としてタイプキャストされることに不本意だったからであると考えている。デイビッド・ウェルチは、ヴェルナー・クラウスが次のように求めたと突き止めている。クラウスはユダヤ人ではなく、単に「国家に奉仕する役者としての役割を果たしているだけである」と、ゲッベルスに公式の声明を出すように求めたという。彼らの懸念に対処するために、ゲッベルスは、ユダヤ人の役を演じている俳優は実際には純粋な「アーリア人」の血を引く者であると述べた免責声明を発行している。
同様に、ヨゼフ・シュクヴォレッキーも、主要なキャスト全員とハーラン自身がプロジェクトへの参加を避けるためにさまざまな方法を試みていると述べている。しかし、シュクヴォレッキーの説明は、アズエロスが提唱するものとはキャストの動機が異なる。シュクヴォレッキーは、彼が「政治的に最も正しい映画」と表現する作品に俳優が参加に抵抗したとことは、「ヒトラーの下で反ユダヤ主義が偏見から殺人へと変化したことを、ドイツ人アーティストの多くがいかに認識していたか」を示すものと考えている。出演者はオファーされた役を辞退することができたかもしれないが、シュクヴォレッキーはそのような行動には「並外れた勇気が必要だった。そのような反抗的行為の悲惨な結果は容易に想像がついたと主張している。シュクヴォレッキーによれば、「ゲッベルスは（彼がキャストに望む俳優）巧妙に騙すか、彼らの人生の不道徳な状況を知り、この知識を利用して無理やり同意させた」と語った。「不道徳な状況」について詳しく述べると、「この不吉な映画のパラドックスの1つは、暴力的な人種差別主義プロジェクトの参加者の多くが、ユダヤ人の配偶者や親戚であったり、ユダヤ人のアーティストの友人や弟子であるか、または（ナチス政権奪取前に）左寄りの知識人であったり、共産主義者であった事である。」たとえば、シュクヴォレッキーは、ファイト・ハーランの最初の妻は、ドイツ系ユダヤ人の女優でキャバレー歌手である（後にアウシュヴィッツで殺害された）ドーラ・ジェルソンだったと指摘している。ハーラン自身も社会主義に傾倒していた。ヴェルナー・クラウスは公然と反ユダヤ主義で熱心なナチだったが、彼の義理の娘はユダヤ人だった。フェルディナント・マリアンには、最初の結婚でユダヤ人ハーフの娘がいて、2番目の妻の元夫はユダヤ人だった。

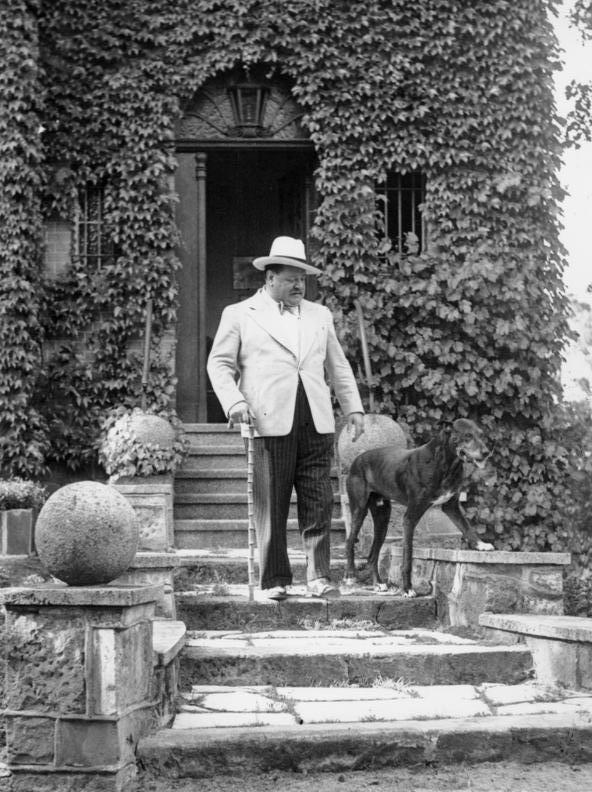
ハインリヒ・ゲオルゲ

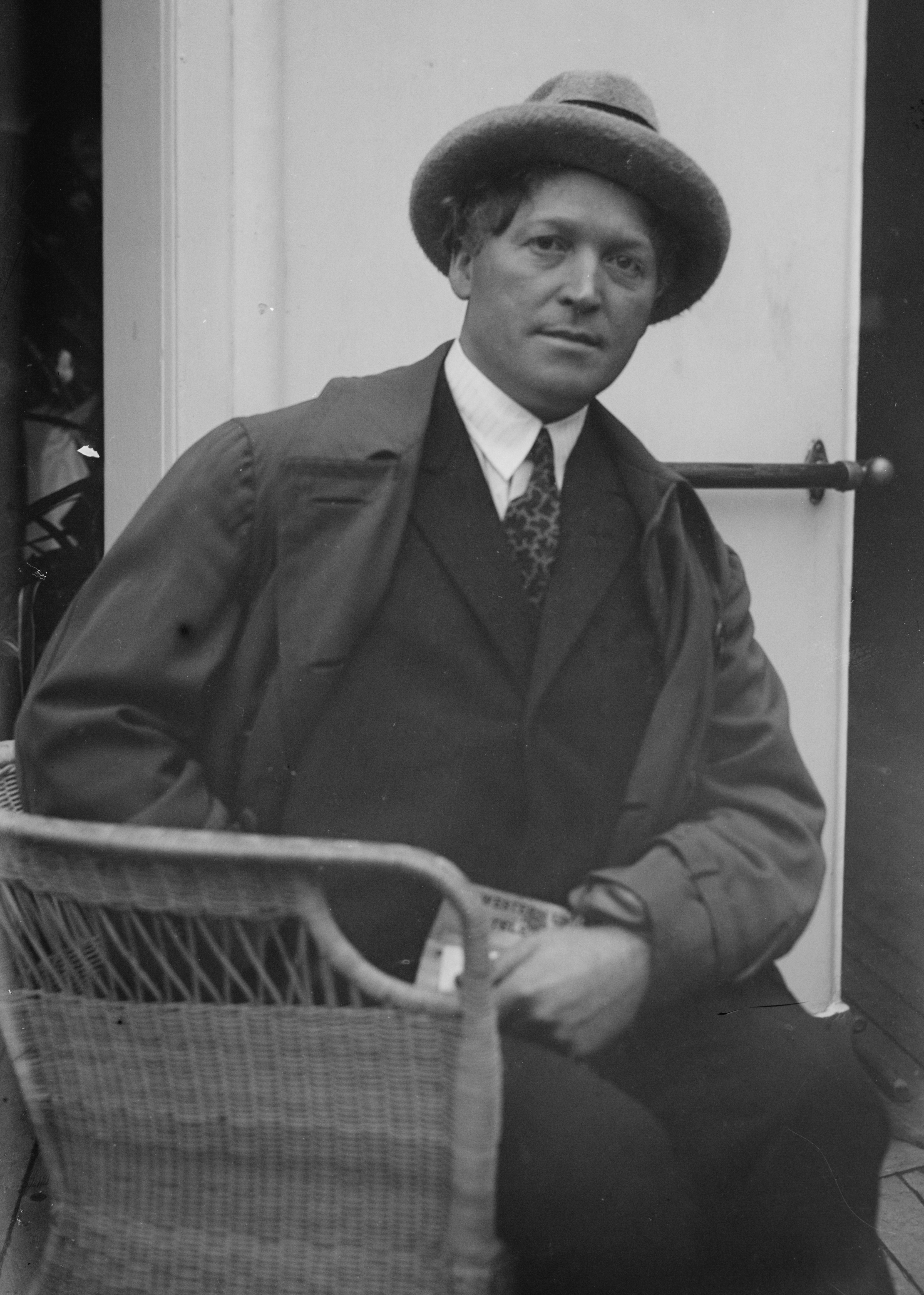
ヴェルナー・クラウス

ハインリッヒ・ゲオルゲは、ナチの政権奪取以前は共産党で活躍していた。彼は仲間の左翼である舞台演出家のエルヴィン・ピスカトール、劇作家のベルトルト・ブレヒトと協力し、映画『ベルリン・アレクサンダー広場』（1931）の主役を演じた。ナチス政権下では、ゲオルゲは政治的立場のために「好ましくない」俳優とみなされ、映画作品への出演が禁止されていた。しかし、彼はナチス政権と和解し、1938年に最終的にベルリンのシラー劇場の館長に任命されている。それ以降、ゲオルゲはナチスに積極的に協力し、ユダヤ人ズュースや『コルベルク』（1945）などのナチスのプロパガンダ映画に出演したり、多数のニュース映画に出演した。
ゲオルゲはがっしりした体格とベルリン訛りを持っていたので、ドイツの観客にとってはすぐにわかる存在だった。当時の代表的な俳優としての彼の名声は、彼を「ナチスにとって非常に貴重な獲物」にした。クックとシルバーマンは彼を「独裁的でポピュリストのリーダーというファシストの幻想と最も密接に結びついた俳優」と表現している。ゲオルゲがナチスに所属していたことは、戦後、ソビエトが彼をナチス協力者として逮捕した事で、致命的な結果をもたらした。彼は1946年にザクセンハウゼンのNKVD第七特設収容所で亡くなった 。
ハーランによれば、ハーランの妻であるクリスティーナ・ゼーダーバウムを主演女優にするよう主張したのはゲッベルスだったという :78–80。 Antje Ascheidによると、ゼーダーバウムは、「典型的なナチスのスターとして、ナチスの理想を最も特異的に代表するもの」として頻繁に識別される。スウェーデンの美しいブロンドであるゼーダーバウムは、アーリア人女性のモデルを象徴するようなベビードールのような容姿をしていた。実際、彼女はすでに多くの長編映画で無垢のアーリア人の役を演じており、ドイツの観客によく知られていた。彼女の若さと美しさは、健康と純潔の象徴であり、ナチスの理想的な女性像の模範となった。彼女の多くの映画では、彼女は「ラッセンシャンデ（人種恥辱）」の脅威にさらされていた。彼女が出演した映画のうちの2つは、溺れて自殺するところで終わったため、彼女には「帝国水死体(Reichswasserleiche) 」という疑似名誉称号が与えられた 。
ハーランはゲッベルスに、出産したばかりのセーダーバウムは体が弱っているのでその役を引き受けることはできないと主張した。ゲッベルスは、特別な部屋を保育所として設置することができ、乳母を雇って乳児の世話をすることができると反論した。彼はさらに、ゼーダーバウムが病気になった場合は撮影を中止するとも申し出た。ハーランは後に、セーダーバウムが一連の出来事に非常に腹を立てたため、ドロテア役を避けるために母国のスウェーデンに逃げることを考えていたと話している。しかし、結局、彼女はとどまることに決め、その役を演じている。
「二枚目俳優」としての評判を確立していたフェルディナント・マリアンの場合、話は異なっていた。当初、マリアンは彼がユダヤ人ズュースの主役を演じるという提案に反発し、ほぼ1年間異議を唱えていた。その為、撮影開始の約1週間前まで、彼の役は発表されなかった。クリスティーナ・ゼーダーバウムによれば、マリアンは、そのような魅力のないキャラクターを演じることが、映画の観客に対する彼のイメージを損なうことになるのではないかと恐れていたという。彼女は、マリアンがゲッベルスに彼の舞台のペルソナは陽気で愛すべき一人だが、対照的にズュースは「本当に不愉快な性格」だったと言っていたと回想している。ゲッベルスは、マリアンのイアーゴーの描写を見たばかりであると指摘し、「彼は素晴らしい人物だったか？」と尋ね、マリアンの主張に反論した。マリアンが「しかしそれはシェイクスピアです、大臣！」と答えたとき。ゲッベルスは彼の顔に「そして私はヨーゼフ・ゲッベルスだ！」と叫んだ。
マリアンはついに家族への報復を恐れてズュースの役を演じることに同意した。マリアンは、ユダヤ人ピアニスト、アイリーン・サーガーとの最初の結婚で娘をもうけていた。二番目の妻の元夫もユダヤ人であり、彼女の息子（そしてマリアンの連れ子）はユダヤ人とのハーフだった。
ゲッベルスは、一方で目的を達成するために、脅迫だけでなく、気まぐれで寛大な態度も使用した。フェルディナント・マリアンは、ズュース役を引き受けたことに対して50,000マルクの補償を要求した。これは、以前の役で受け取った金額の2倍だった。この金額を承認するように求められたとき、ゲッベルスは映画の重要性とその成功を確実にするためには優秀なキャストが必要であることを理由に承認した。
彼の伝記作家、フリードリッヒ・ニリによれば、マリアンはズュース役を受け入れたことを決して許せなかった。ニリはマリアンのアルコール依存症と戦後の自殺の疑いを彼の罪悪感に帰している。
すべてのキャストメンバーの中で、ヴェルナー・クラウスは反ユダヤ主義者として最も明確に特定されたメンバーだった。彼の完璧な性格描写スキルは、彼に「千の顔を持つ男」の称号を与えた。クラウスがこの映画で演じた役の数に関しては意見が分かれている。マリアンの主役を除いて、ユダヤ人を描いた他の5つの役はすべてクラウスによって演じられたと認識されているが、ゴットフリード・ラインハルトは、クラウスが映画で「13人以上のユダヤ人」を演じたと主張している。クラウスが映画で演じた役は、しばしば反ユダヤ主義的ステレオタイプを描いていると特徴付けられる。ハーランはインタビューで、クラウスにすべての役割を演じさせるという決定は、「敬虔な家長、賢い詐欺師、小銭稼ぎの商人など、さまざまな気質と性格が最終的にはすべて同じ（ユダヤ人の）ルーツに由来する事を示すため」と説明した。カメラがユダヤ人の群れを横切ってパンするたびに、クラウスの顔が不気味に変化していく様子を、カトリン・シーグは「デジャヴの偏執的効果」と呼ぶと紹介している。

## 制作
撮影は1940年3月に始まり、プラハのロケ地で撮影された一部のシーンを除いて、ほとんどの撮影はベルリン・バーベルスベルクのUFAスタジオで行われた。ユダヤ人がヴュルテンベルクへ入国するシーンとシナゴーグで礼拝を行うシーンはプラハで撮影され、ユダヤ人のエキストラが強制的に出演させられた。
総制作費は約200万ライヒスマルクで、当時のドイツの長編映画の中ではかなりの高額だった。しかし、1940年から1943年の間に、620万ライヒスマルクを上回る興行収入を記録し、「永遠のユダヤ人」の商業的失敗とは対照的に、大ヒットとなった。デイビッド・カルバートは、この映画の興行成績の大部分を「豪華なセット、効果的な群衆のシーン、巧みな脚本、そしてほとんどの主演者達による素晴らしい演技」に起因するとしている。 

## 編集
ハーランの戦後の証言によると、ゲッベルスはハーランの最初のバージョンの映画を見て、彼の目的にとって十分に反ユダヤ主義的ではなかったため激怒した。ハーランによると、ゲッベルスが彼を「政治的観点から考えることができない」と非難したという。ゲッベルス氏は「平時に制作するような映画ではなく、政治的な映画を制作すべきだ」と語った。ゲッベルスの不満はヒロインのドロテアとズュースの関係に集中していた。彼はハーランが「怪物のズュースをロミオに変えてしまった」と不満を漏らしていた 。
ハーランは、ゲッベルスが彼を編集過程から外し、多くの、主にズュースを明確な悪として描く事を目的とした変更を行うよう主張したことを証言している。この映画は、ゲッベルスの反ユダヤ主義的な意図に合うよう、ズュースに同情的に解釈できるような曖昧な表現を取り除くために大幅に再編集された。たとえば、ゲッベルスは、ドロテアがズュースの求婚に笑顔で応えるシーンを削除するよう主張した。ズュースが「愉快すぎる」描写をされたシーンは単に削除された。一部のシーンでは、マリアンが演じるキャラクターの同情的にならないためのセリフが、新しい行としてスクリプト化された。ハーランが書いたオリジナルのエンディングを置き換える新しいエンディングを含む複数のシーンが追加された。ハーランは、ズュースの絞首刑を「大きな不正」のように見せたかったと主張している。最後の死刑執行シーンでは、ハーランはズュースがドイツ当局を非難する反抗的な演説を書いた。ゲッベルスが暫定版のコピーを見せられたとき、彼は激怒し、ズュースは殉教者として描かれてはならないと主張した。最後にズュースは屈服しなければならないと要求し、ハーランによる演説を、ズュースが臆病に命乞いする演説に置き換えられた 。
映画へのゲッベルスの関与についてのハーランの説明は多くの情報源によって事実として扱われてきたが、ハギスとニューマンは「キャスティングとハーランの任命を除いて、（ゲッベルスによる）重大な干渉の証拠を見つけることは困難です。」彼らは、戦後、ゲッベルスに責任転嫁することはハーランの利益になった指摘している。

## 公開と評価
ハインリヒ・ヒムラーは、ユダヤ人に対し派遣予定のSS部隊、ユダヤ人を国外追放しようとしている地域の非ユダヤ人、および強制収容所の衛兵にこのフィルムを見せるよう命じた。14歳未満の子供はこの映画を見ることを禁じられていた。観客が映画を見た後、反ユダヤ主義の暴力の報告があった。特に、10代の若者は、映画によって暴力を扇動される傾向が特に強いようだった。アウシュヴィッツ=ビルケナウ強制収容所の看守であったシュテファン・バレツキは、後にユダヤ人ズュースや同様の映画を見た後、看守たちは翌日にはユダヤ人の囚人を殴打したと述べている。
1941年初頭、 Nordisk Tonefilm社はスウェーデンで映画を配給する許可を求めたが、検閲によって禁止された。戦時中、映画はスウェーデンで公に上映されることはなかったが、ドイツ大使館は特別招待者のための上映を手配している。
フォイヒトヴァンガーは、自分の作品が操作され歪曲された方法に恐怖と怒りを抱き、ハーランの映画をSchandwerk（恥ずべき作品）と呼んだ。 1941年に、彼は7人の俳優に公開書簡を書いた。手紙で表現された感情に基づくと、彼が仲間と考え、彼の仕事に精通していると知っていたこれらの人々が、ゲッベルスの反ユダヤ主義の宣伝映画に参加することに同意したことに対して、フォイヒトヴァンガーはショックを受けたようである。

## 戦後の遺産

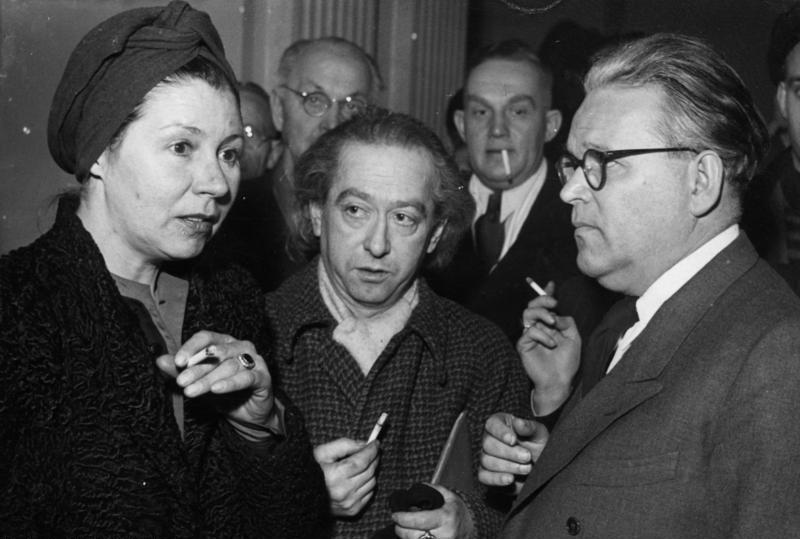
ハーラン（右）とフェルディナント・マリアンの未亡人、ハーランの1948年の裁判で

1945年、ドイツでの映画公開は、占領した連合軍の布告により禁止された。実際、この映画は西側諸国全体で禁止され、現存するコピーのほとんどが破棄された。
後にプロパガンダ映画『コルベルク(1945)』を監督したハーランは、人道に対する罪で起訴された第三帝国の唯一の映画監督だった。ハーランは自分がナチスでも反ユダヤ主義者でもなかったと弁明した。彼は、ゲッベルスが自分の作品を管理しており、その内容について個人的に責任を問われるべきではないと主張した。彼は、彼が映画の制作においてゲッベルスとの絶え間ない口論と干渉に耐えることを余儀なくされた方法を詳述した。最終的に、裁判所は映画を非難したが、監督を免罪した。ハーランの行為は褒められたものではなかったが、裁判所は彼が強要されて活動しており、映画の内容について責任を問われるべきではないと認めた。
戦後、キャスト全員も責任を放棄し、映画への参加を強要されたと訴えた。彼の伝記作家フリードリッヒ・ニリによれば、マリアンはズュースの役を受け入れた事に納得しておらず、アルコール依存症になり、1946年の自動車事故で戦後間もなく亡くなった。この事故を自殺とする説もある。
ハインリヒ・ゲオルゲとヴェルナー・クラウスは、ナチ党との過去の関係のために逮捕された。ハインリヒ・ゲオルゲはナチスの権力奪取前にドイツ共産党のメンバーだったが、それでも彼はザクセンハウゼンのソビエト特別収容所でナチスの協力者として抑留され、そこで1946年に亡くなった。
ヴェルナー・クラウスは、ドイツの舞台や映画での演奏を禁止された。彼は1947年から1948年まで非ナチ化プロセスを受ける必要があった。最終的に、彼はドイツの映画祭に招待される程度に更生した。1954年、彼はドイツ連邦共和国の勲章を授与され、1955年に、オーストリア共和国の最高勲章を授与されている。
戦後の最初の数年間、クリスティーナ・セーダーバウムは舞台からやじられる事が多く、腐った野菜を投げつけられるという屈辱さえ受けた。その後の数年間、彼女は反ユダヤ主義的映画に出演した事への後悔を表明している。ゼーターバウムは映画に出演し続けたが、戦後、彼女には主役のオファーはなく、最終的に彼女は有名な写真家になった。

### 配給
ハーランは裁判所の命令により、当時『ユダヤ人ズュース』の唯一残っていると思われたネガを破壊するよう求められ、1954年4月にこれを行ったと伝えられる。しかし、数年後、映画のコピーが出回るようになり西ドイツ政府は困惑した。長い調査の結果、別のネガが東ドイツに存在することが判明し、アラビア語で吹き替えられ、エジプトやレバノンなどの中東諸国で配給された。そのネガは発見されていないが、このバージョンは、アメリカが支援するイスラエルに対するパレスチナ人の間に反ユダヤ主義を喚起するために、シュタージやKGBが作成および配給したと強く疑われている（そして、それ以降はソ連が支援するエジプト大統領ガマール・アブドゥル＝ナーセルへの補助となる）  。
1983年、ロサンゼルスを拠点とするRussell Vehが率いるネオナチ「国家社会主義者同盟(NSL)」は『ユダヤ人ズュース』の大量配布を行わおうとしてアメリカで論争を巻き起こした。NSLは『意志の勝利』含むアメリカでのナチスのプロパガンダ映画の配給に積極的に関与していた 。
ウルグアイ・ラウンド協定法に基づく著作権の回復に続き、この映画は現在F.W.ムルナウ財団が保有している。財団は、歴史的背景と意図された影響を説明する序論を伴う場合のみ、映画の上映を許可している。ドイツとオーストリアでは、映画の配給、販売、上映は禁止されている。フランス、イタリアでもDVDの販売は禁止されている。
2008年7月、映画はブダペストでハンガリーの右翼過激派であるシャーンドルとティボル・ゲデによって上映された 。ムルナウ財団の許可と同意はなく、財団は外交ルートを通じてハンガリー政府に抗議している。
この映画のVHSはFacets社から販売されている 。
この映画は、少なくとも1983年（市販のビデオカセットの著作権日付）以降、VHSがアメリカで販売されている。 2008年、デジタル復元された字幕付きDVDが映画史家のエリック・レントシュラーによる解説付きでオンラインで一般公開された。

## 分析

### 歴史的正確性
この映画は「歴史的に正確」であると主張されていたが、そのプロットは細部で歴史的に正確ではあるが、いくつかの重要な点に関して歴史的記録から大きく逸脱している。これらの出発のいくつかは、フォイヒトヴァンガーの小説とそれのメンデスの映画版に基づくか、ゲッベルスとハーランによって導入されたものもある。ウォレスによれば、両方の映画の物語は、同じ「ヴュルテンベルクの歴史の章」に根ざしている為、ゆるやかに関連しているだけであると一般に認識されている。
ヨーゼフ・ズュース・オッペンハイマーは、宮廷ユダヤ人としてカール・アレクサンダー公爵に仕えた。公爵が急死すると、実際、ズュースは裁判にかけられ、その後、映画に描かれているのとほぼ同様に、鉄の檻の中で処刑された。ハギスとニューマンは、ハーランの映画の残りの多くは「純粋な作り事」であるとしている。たとえば、この映画では、ズュースの処刑の根拠を、キリスト教女性との性的関係および権力の乱用であるとしている。シャイ・ハズカニによれば、これらの告発は史実のズュースに関する歴史的論考のいずれにも言及されていない。

### 過去作品との関係

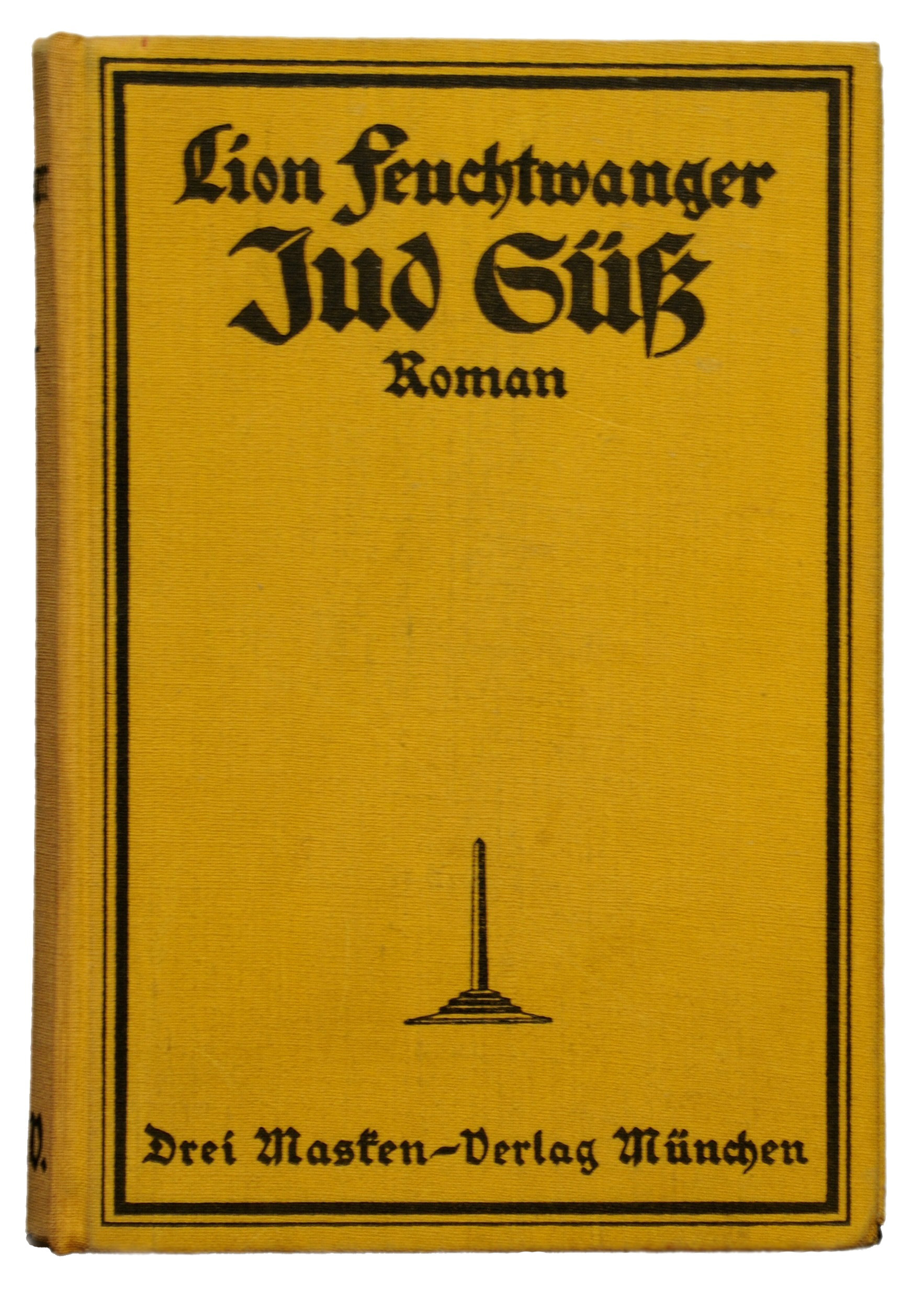
"Jud Süß" (フォイヒトヴァンガー, 1925)の表紙

リオン・フォイヒトヴァンガーはハーランの映画が彼の小説に大きく依存していると信じていたがベルクフェルダーとカーニエリは映画を「主にヴィルヘルム・ハウフの小説に基づいている」と明らかにしており、フォイヒトヴァンガーの小説からは数名のキャラクターのみを使用しているとしている。これらの登場人物とその行動でさえ、映画の反ユダヤ主義的のメッセージを補助するために歪められている。
ゲッベルスは、フォイヒトヴァンガーの小説をメンデスが映画化した作品に対応する映画を構想していたため、ハーランのプロットは、メンデスの映画のプロットと同様の構造を共有しているが、フォイヒトヴァンガーが恥ずべき歪みとした重要な変更加えられている。フォイヒトヴァンガー自身は、ハーランの映画をSchandwerk（恥ずべき作品）と呼び、ベルリンの7人の俳優に公開書簡を書いた。そのうち2人は映画の主役を演じている。彼は、ハーランの映画が彼の小説を歪曲したもので、それは倒錯していると主張した。彼はさらに、彼らは自分の小説に精通していることを考慮して、映画を作る彼らの動機に疑問を投げかけているた。
ヘインズとパーカーは、フォイヒトヴァンガーの作品とメンデスの映画を「ナチスの反ユダヤ主義とは正反対」としている。
フォイヒトヴァンガーにとって、ズュースはヨーロッパの哲学と文化的精神の進化を象徴する先駆者であり、ニーチェから仏陀へ、「古い契約から新しい契約へ」という東洋の哲学への移行を表している。
フォイヒトヴァンガーは小説の中で、ユダヤ人と異邦人の両方に見られ、欲望の否定によって克服できる人間の弱さとして、貪欲、誇り、野心を描いた。東洋と西洋の哲学の間の緊張関係を哲学的に描き出したのとは対照的に、ハーランの映画はこれらをユダヤ人特有の特徴とし、ユダヤ人を「危険で無謀な過小評価されている危険な存在」として提示している。

### ユダヤ人のステレオタイプ
この映画は、唯物論的、不道徳、狡猾で、信頼できず、肉体的に魅力がないといった多くの否定的なユダヤ人のステレオタイプを採用している。極端な例として、ユダヤ人を貪欲な資本家として描かれる一方、貧しく不潔な移民として描かれている。マイク・デイヴィスは、「ヨーロッパの反ユダヤ主義の千年は、彼の汚いあごひげ、鉤鼻、そして泣き言をいう竦み上がった強姦魔ズュースに凝縮された」と書いている。
ズュースの性格は、貪欲なユダヤ人の金貸しのステレオタイプに基づいている。序盤にズュースが宝石や宝飾品として財産を持っていることが示されている。また、彼は無実のドイツ人少女に、自分の家は「世界」であると語っている（ドイツ人の故国への愛情とは対照的に、ナチのユダヤ人の根本的な放浪者としてのステレオタイプを反映している）。ユダヤ人登場人物間のいくつかの会話は、ユダヤ人は本質的に非ユダヤ人に対して敵対的であるというナチスの路線を永続させる。デイビッド・ウェルチによると、ナチスは映画の解釈方法を説明する報道機関へのガイドを発行した。ガイドでは、映画の重要なポイントは、ズュースのようなユダヤ人が責任と権力のある地位を得ると、「彼らはコミュニティの利益のためではなく、彼ら自身の人種的目的のために権力を利用した」ことであると強調している。

### 人種汚染
フォイヒトヴァンガーの小説とハーランの映画は、どちらも劇的なクライマックスは強姦である。しかし、フォイヒトヴァンガーはズュースには隠された娘を公爵が発見して強姦され、その後溺死したとしている。小説ではズュースの復讐願望と、娘を失った事への復讐による悲劇に焦点を当てている。ハーランは公爵によるズュースの娘への強姦を、ズュースによるアーリア人女性への強姦に置き換え、これによりフォイヒトヴァンガーのプロットを父親による痛ましい復讐劇からキリスト教徒と性的な関係を持ったユダヤ人への処罰へと完全に反転させた。
クリスティアン・シェーンフェルトは、「ユダヤ人が性的な野獣や吸血鬼として、個人や共同体から精気を吸い取るというのは、反ユダヤ主義プロパガンダでは良く見られるモチーフであり、ハーランの映画で効果的に利用されている」と記述している。Michael Tötebergは次のように書いている：「ユダヤ人ズュースは公然と恐怖と性的攻撃性を動員し、反ユダヤ主義の扇動に利用された。」。マイケル・ケーターによれば、映画は「過去にユダヤ人がもたらした性的荒廃」について警告し、1935年のニュルンベルク法を想起させるため「大勢の（ドイツ人）少女」に見せられたという。映画公開前の"Der Film"によるインタビューで、ハーランはズュースが最終的に死刑とされたのは合法的な金銭的陰謀ではなく、ユダヤ人がキリスト教徒の女性と性的な関係を持つことを禁じた古代の律法に違反したからであると指摘している。彼は「ニュルンベルク法との興味深い類似点」と引合いに出している。
また公爵のために女性を斡旋するズュースの役割や、最初の誘惑を断られた後も、性的な目的で「アーリア人」女性を執拗に追い求める姿も見られる。ナチの観点からすると、これは「ラッセンシャンデ」、人種汚染であり、ゲルマンの血に対する犯罪であった。ヒロインの自殺はこのような悲劇に対するドイツ人の適切な対応であった。

### 「変装したユダヤ人」
映画の冒頭で紹介される反ユダヤ主義的テーマは典型的な「変装したユダヤ人」としてのズュースであり、ウェルチはこの概念を「ユダヤ人の生来の根無し草性と、彼がどの社会を選択しても同化する能力」と説明している 。ズュースは最初に伝統的なゲットーでの服装で観客の前に現れ、その後、直ぐにエレガントな衣装でシュトゥットガルトへ向かう馬車に乗るショットとなる。こうしてズュースが阻害されるユダヤ人という真のアイデンティティを隠して尊敬を受けるドイツ社会の一員であることが示される。しかし、ズュースがビュルテンブルグの上流社会に溶け込もうとしているにも拘らず、ハーランは彼が最終的に「汚れたユダヤ人」として描かれていることを観客に忘れさせないようにするとともに彼を年老いたラビ・ロウと並列して強調している。ドイツの映画雑誌Der Filmでのインタビューで、ハーランは解説している：
これは敬虔な長老、狡猾な詐欺師、小銭を欲しがる商人など様々な気質やキャラクターが全て同じルーツから、どのように派生しているかを示すことを目的としています。映画の中盤でユダヤ人がキリスト教徒であるゴイムへの復讐を祝うプーリームを描いた。ここで私は、ポーランドで本物のユダヤ人が今も行っている事をそのまま描きました。この本来のユダヤ人とは対照的に、我々は宮廷のエレガントな財政顧問、賢明なる政治家、つまり変装したユダヤ人であるズュースを登場させました。

### 映画の有効性
スティーブン・リーは、ドイツ大衆を惹きつけるような映画というヒトラーのビジョンは、ゲッベルスによるより繊細なアプローチよりも効果的ではなかったとしている。例えば、ヒトラーが委託した「ドキュメンタリー映画」永遠のユダヤ人は、あまりに下品で強烈であったため、多くの観客がグロテスクな映像に嫌悪感を抱き興行的には大失敗に終わった。永遠のユダヤ人の失敗により、ゲッベルスはプロパガンダを広める、より効果的なアプローチは繊細かつ間接的なものであると確信した。リーは、ゲッベルスが「観客が共感できる物語の文脈にサブリミナル・メッセージとしてプロパガンダを導入する」ことを学んだとしている。ナチの反ユダヤ主義的メッセージはゲッベルスが好んだ長編映画形式で、巧妙かつ芸術的に表現された。
リヒャルト・レヴィはこの映画の有効性の一部は「間違いなく魅力的なストーリー」と当時のドイツを代表するフェルディナント・マリアン、ハインリッヒ・ゲオルゲ、クリスティアーナ・ゼーターバウム、ヴェルナー・クラウスといったスターたちのキャスティングも一因であるとしている。彼は、この映画の反ユダヤ主義的メッセージについて「映画のストーリーと戦略を圧倒したり見せかけだけで映画から浮くのではなく、映画の一部として組み込まれている」と評している。
エドガー・フォイヒトヴァンガーは、映画の成功は「激しい反ユダヤ主義とセックスと暴力に満ちた魅力的なラブストーリーの組合せ」であると述べている。
しかし、Stephen Brockmanはユダヤ人ズュースがプロパガンダの道具としてどれだけ効果的であったかは「あまりにも広範な想定」とならないよう注意を促している。マリアンによるズュースの描写が卑劣なユダヤ人として認識されるのではなく、非常に同情的であると考えられ、彼のキャラクターに夢中になった女性たちからファンメールを受けとる程だったという逸話は、彼の主張を裏付けている。
デヴィッド・カルバードは「ユダヤ人ズュースを生気のない作品だと非難する人々は、道徳的に忌まわしい映画に芸術的な価値がある筈がないと決めつけている」と指摘している。しかし、カルバートは、そのような推論は理解はできるが実際は間違いであると主張している。彼はハーランを「群衆のシーンを演出できる口先だけの日和見主義者」と断じる人々は、その才気が前任者であるメッツガーやメラーによるものではなく、ハーランによるものであるという脚本の構造を理解できていないと主張している。カルバートは、この映画の成功の大部分はマリアンによる演技によるとしている。彼はマリアンについて「舞台で演じた（シェイクスピアのオセロの）イアーゴーで完成されたテクニックとジェスチャー」を駆使していると述べている。カルバートによれば、「ハーランのプロット構築はシェイクスピアの影響が大きい」という。

### 近年のドキュメンタリーと長編映画
21世紀初頭よりこの映画は多くのドキュメンタリー映画の題材となっている。2001年にホルスト・ケーニヒシュタインは"Jud Süß—Ein Film als Verbrechen?"と題した映画を作成している。2008年のフェリクス・メーラーのドキュメンタリー映画"Harlan – In the Shadow of Jew Süss"では、ハーランの動機と戦後の彼の大家族からの反応が描かれた。2010年、オスカー・レーラーが監督した"Jud Süß – Film ohne Gewissen"は2010年のベルリン国際映画祭でプレミア上映され、賛否両論の評価を受けた。この作品ではオーストリア人俳優フェルディナント・マリアンが、最初は役を断るものの、後にゲッベルスによる圧力と約束された名声に屈した事をドラマチックに描いている。